# Ranoidea elkeae
Ranoidea elkeae là một loài ếch thuộc họ Pelodryadidae.
Đây là loài đặc hữu của Tây Papua, Indonesia.
Môi trường sống tự nhiên của chúng là rừng ẩm vùng đất thấp nhiệt đới hoặc cận nhiệt đới, đầm nước, đầm nước ngọt, đầm nước ngọt có nước theo mùa, và rừng trước đây suy thoái nghiêm trọng.